# Le Juif polonais (opéra)
Ne doit pas être confondu avec Le Juif polonais (film).
Le Juif polonais est un drame musical en 3 actes (opéra) du compositeur français Camille Erlanger, sur un livret de Henri Cain et Pierre-Barthélémy Gheusi créé le 11 avril 1900 à l'Opéra Comique de Paris. Il s'agit d'une adaptation de la pièce de théâtre Le Juif polonais d'Erckmann-Chatrian, de 1867 inspiré d'un conte populaire alsacien.

## Argument

### Acte I
La nuit de Noël 1833, la neige fait rage. Dans une auberge alsacienne, les propriétaires de l'auberge  les époux Mathis (Hans et Catherine) et leur fille discutant avec le garde forestier et le docteur Nickel. Ils se rappellent la nuit de Noël d'il y a 15 ans, appelée la Nuit du Polonais, en souvenir de la disparition inexpliquée d'un riche marchand de grains polonais. Il s'était arrêté à l'auberge vêtu d'un manteau vert à revers de fourrure, de grandes bottes et d'un chapeau de martre. Après avoir salué tout le monde, sa lourde ceinture (bourrée de pièces d'or) sur la table, il avait bu et fait soigner son cheval avant de poursuivre sa route au petite matin. On avait alors retrouvé son cheval, son manteau et son chapeau non loin de l'auberge sans son propriétaire.  
La nouvelle vient aux oreilles de l'aubergiste, de bonne humeur dit-on, car il prépare activement les noces de sa fille, Suzel, avec Christian. Brusquement un attelage arrive, la porte s'ouvre. Il s'agit d'un marchand de grains vêtu d'un manteau vert à doublure de fourrure, de grandes bottes et d'un chapeau de martre. Après avoir salué tout le monde, il laisse tomber sa lourde ceinture sur la table, demande qu'on prenne soin de son cheval. Mathis pousse un cri et perd connaissance.  

### Acte II
Le lendemain matin, Mathis entend encore les clochettes de l'attelage mais se résout à marier sa fille. Le contrat de mariage enfin signé, le père de Suzel se retire dans une chambre du grenier. Parvenant enfin à s'endormir, il rêve. Son rêve : Il se retrouve au tribunal accusé de meurtre, il se défend lui même en insistant sur le fait que ce qui se passe là n’est qu’un rêve, donc que rien de ce qu’il dit ne peut le compromettre. Le juge donne l’ordre au greffier d’écrire que Mathis maintient que sa confession ne compte pour rien, ayant été faite en rêve. Mais quand Mathis résiste, et refuse d’exposer les détails de ce qui s’est déroulé cette nuit de décembre, le juge a recours à l’hypnotiseur (Le Songeur). Celui-ci oblige Mathis à mettre sur ses propres épaules le manteau de la victime, et à reproduire les circonstances du meurtre. Mathis explique exactement comment il a tué le Juif, et on le voit faire le tour de la table, traînant le poids d’un cadavre imaginaire sur ses épaules. Il nous montre aussi comment il avait fait disparaitre le corpus delicti. « Va dans le feu, Juif », a-t-il crié pendant qu’il poussait le cadavre dans une four à chaux. Le public réagit avec effroi et horreur à ces révélations. Le Songeur ayant, pour ainsi dire, « réveillé » Matthis, le juge fait appeler le bourreau, un petit homme vêtu de rouge. La clochette sonne une dernière fois et Mathis meurt. 

### Acte III
Le lendemain matin, quand la foule enfonce la porte de la chambre, un petit enfant dans les bras de sa mère souffle dans une trompette, son jouet, et refuse de la lâcher quand sa mère essaie de la lui enlever. Il s’agit du son du jugement dernier, qu’il n’y a pas moyen de supprimer. 

## Rôles
- Hans Mathis, dit Mathis (Victor Maurel)

- Catherine Mathis (Mlle Gerville)

- Suzel Mathis (Mlle Guiraudon)

- Christian (M. Clément)

- Docteur Nikel (M. Carbonne)

- Walter (M. Vieuille)
- Le Président (M. Gresse)
- Le Polonais (Gustave Huberdeau)
- Iéri (M. Vianneuc)
- Le Songeur (M. Rothier)
- Jeune fille (Mlle Argens)

## Réception et critique
C'est l'une des rares œuvres d'Emile Erckmann et d'Alexandre Chatrian mettant en avant le philosémitisme

## Postérité
L'œuvre a été traduite en anglais, en 1871, sous le titre The Bells (en) par Leopold David Lewis (en). 
La même pièce a été utilisée par Karel Weis pour son opéra de 1901, Der polnische Jude.
Le Juif polonais donne également lieu à une adaptation cinématographique de Jean Kemm en 1931. Emile Vuillermoz évoque un « concerto cinématographique »